# МПС (патрон)
МПС — один из патронов номенклатуры боеприпасов калибра 5,66 × 39 мм для подводной стрельбы, созданный на базе гильзы штатного патрона 7Н6 5,45×39 мм, оснащённой игловидной (стреловидной) пулей длиной 120 мм, и специально загерметизированной. На воздухе, в силу того, что пули не имеют динамической стабилизации, достаточной для существенно менее плотной воздушной среды, точность стрельбы из автомата АПС оказывается небольшой, а эффективная дальность на воздухе оказывается существенно меньше 100 метров.
Специальный патрон калибра 5,66-мм «МПС», снаряжённый стрелами рассчитан на подводную стрельбу из автомата АПС (автомат для подводной стрельбы) и аналогичен патрону «СПС». Принцип работы автомата основан на отводе пороховых газов через отверстие в стенке канала ствола и их воздействии на поршень, связанный с затвором. Патроны имеют стальную лакированную гильзу бутылочной формы с кольцевой проточкой. Стрела имеет калибр 5,66 мм и заточку в форме двойного усечённого конуса, покрыта специальным лаком. Стабилизация стрелы при движении её под водой осуществляется за счет того, что она движется внутри кавитационной полости, создаваемой в воде тупым её передним концом. В воздухе этот эффект отсутствует. При изготовлении патрона приняты дополнительные меры по его герметизации.
Патрон обеспечивает ведение одиночного и автоматического огня и разработан (как и патрон для пистолета) группой специалистов Центрального научно-исследовательского института точного машиностроения (ЦНИИ Точмаш) и до сих пор аналогов в мире не имеет. В дополнение к основному патрону разработан патрон МПСТ с трассирующей пулей-стрелой.
Длина стрелы — 120 мм, длина патрона — 150 мм, масса патрона — 26 г, масса стрелы — 20 г.
Стрельба патронами «СПС» и «МПС» возможна и на воздухе, однако патрон на это не рассчитан и его стрела при полете в воздухе не стабилизируется, а потому эффективность такой стрельбы невелика.
Использовался в АПС (подводный автомат).
Эффективная дальность стрельбы на глубине 5 метров — до 30 метров, на глубине 20 метров — до 20 метров, на 40 метрах — до 10 метров, на воздухе — менее 100 м. При этом надо иметь в виду, что дальность прямой видимости на указанных глубинах без применения специального оборудования не превышает эффективной дальности стрельбы из АПС — то есть если противник виден, его можно поразить